# バッキンガム・ポテンシャル
バッキンガム・ポテンシャル（英: Buckingham potential）は、直接結合していない2原子間の相互作用におけるパウリの排他原理とファンデルワールスエネルギーを記述するためリチャード・バッキンガムによって提案された数式で、原子間距離 r の関数 Φ12(r) として表される。原子間ポテンシャルの一種。 
{\displaystyle \Phi _{12}(r)=A\exp \left(-Br\right)-{\frac {C}{r^{6}}}}
A, B, C は定数である。右辺の2つの項は、r についての一階導関数の符号が負と正であるため、それぞれ斥力と引力を意味する。
バッキンガムは気体状態のヘリウム、ネオン、アルゴンの状態方程式を理論的に研究する中で、レナード-ジョーンズ・ポテンシャルを単純化してこの式を提案した。 
バッキンガムの原論文のほか、ジェンセンの教科書2.2.5節などでも説明されているように、この斥力は閉殻電子が相互に侵入しあうことによって生じる。「したがって、（このポテンシャルの）斥力部として指数関数を選ぶことにはある程度の正当性がある 」とされる。バッキンガム・ポテンシャルは分子動力学シミュレーションで広範に用いられてきた。 
指数関数項が r → 0 において一定値に収束する一方で r−6 の項は発散するため、r が小さくなるとバッキンガム・ポテンシャルは引力的になる。これにより、原子核どうしがあるしきい値を超えて近づくと（物理的にはあり得ないことだが）距離ゼロで強く結合してしまうため、原子間距離が非常に短い構造を扱う場合に問題になることがある。

## クーロン–バッキンガム・ポテンシャル

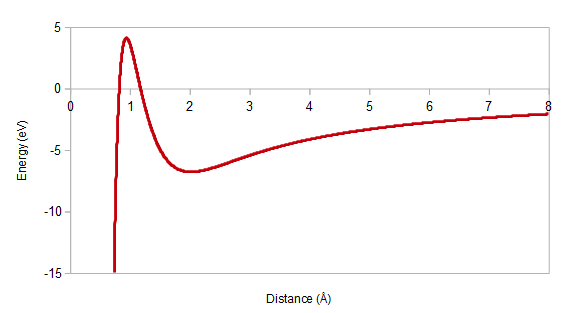
クーロン-バッキンガム・ポテンシャル曲線の例。

クーロン-バッキンガム・ポテンシャルはバッキンガム・ポテンシャルの拡張でイオン系（セラミック材料など）に用いられる。相互作用の式は以下のようになる。
{\displaystyle \Phi _{12}(r)=A\exp \left(-Br\right)-{\frac {C}{r^{6}}}+{\frac {q_{1}q_{2}}{4\pi \varepsilon _{0}r}}}
ここで A, B, C は適当な定数である。追加された項は静電的なポテンシャルエネルギーを表す。 
上式は次のようにも書くことができる。 
{\displaystyle \Phi (r)=\varepsilon \left({\frac {6}{\alpha -6}}\exp \alpha \left(1-{\frac {r}{r_{0}}}\right)-{\frac {\alpha }{\alpha -6}}\left({\frac {r_{0}}{r}}\right)^{6}\right)+{\frac {q_{1}q_{2}}{4\pi \varepsilon _{0}r}}}
ここで r0 はエネルギーが最小値を取る距離、α は未確定の無次元パラメータ、ε はエネルギー最小値の深さである。